# Téléviseur

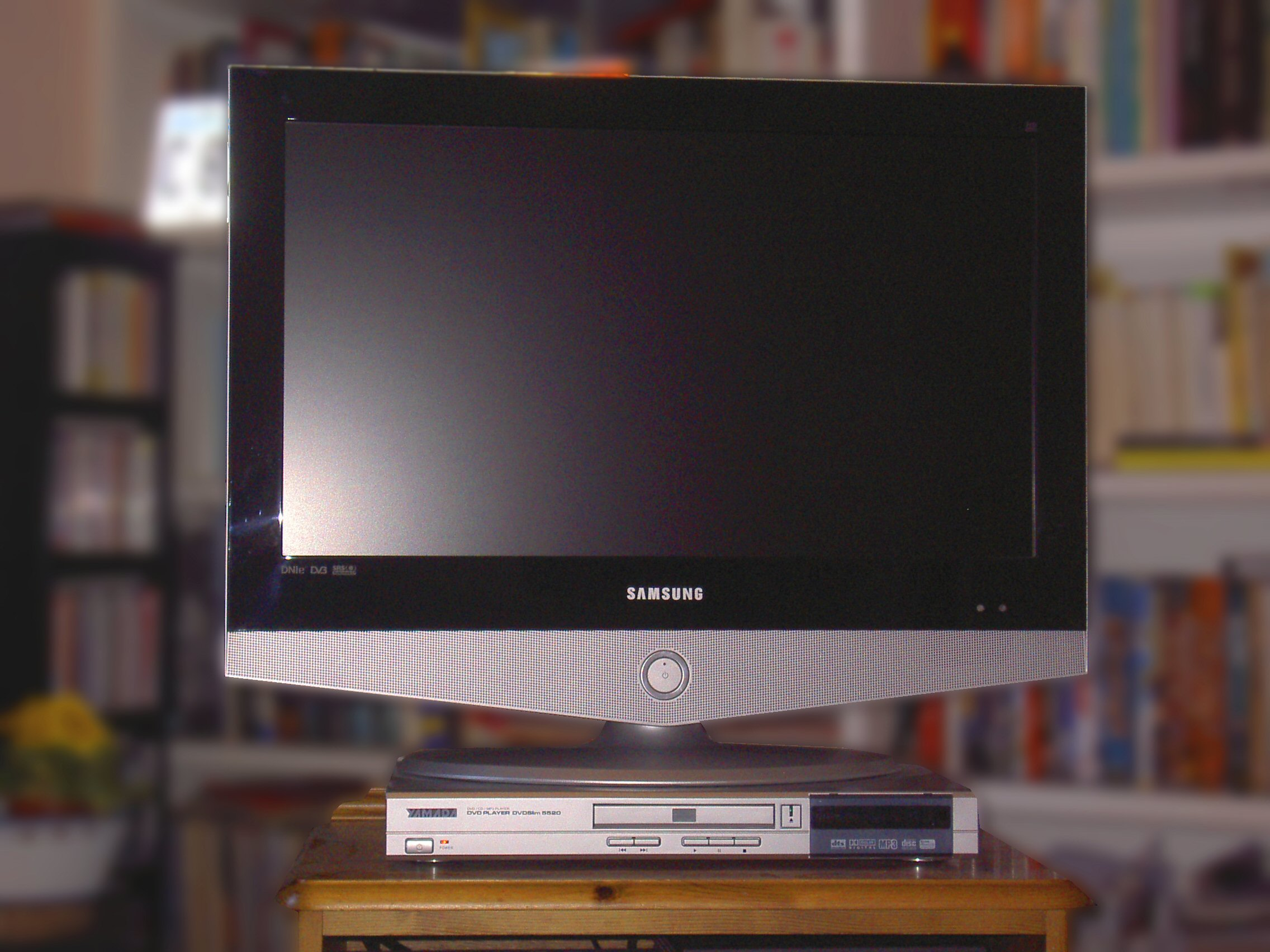
Un téléviseur à écran à cristaux liquides avec une enceinte intégrée, tout début des années 2000.

Un téléviseur, par métonymie une télévision, un poste ou récepteur de télévision ou encore par apocope une télé ou par acronyme TV, désigne un appareil électronique permettant de recevoir et de visualiser sur un écran, des émissions de télévision ou des sources vidéo, provenant d'appareils externes. L'appareil est également équipé d'un dispositif de restitution sonore comprenant en complément des circuits de réception, un amplificateur et un ou plusieurs haut-parleurs.
Pour restituer ces différents signaux, le téléviseur contient un démodulateur adapté à une ou plusieurs normes de télévision, analogiques ou numériques terrestres et parfois satellite, câble ou liaison Internet, en complément.
Les premiers téléviseurs destinés au public apparaissent au début des années 1930, exploitant une image en noir et blanc. Le 25 mars 1954, le téléviseur couleur CT-100 sort des ateliers de la société RCA situés à Bloomington dans l'Indiana. Toutefois, il faut attendre le début des années 1960 pour que la télévision en couleur devienne populaire en Amérique du Nord. Cet appareil marque l'histoire des techniques de télévision et débuts de la télévision en couleur.
Depuis les années 1970, en raison de la multiplication des chaînes et sources vidéo, la plupart des téléviseurs peuvent être pilotés par une télécommande à distance et sans fil.
Depuis les années 1980, en plus de la prise d'antenne, le téléviseur est doté de différentes connectiques pour y raccorder des sources vidéo et audio complémentaires. Certains téléviseurs disposent également d'un port pour ajouter en option, un module ou cartouche de type PCMCIA, destiné au contrôle d'accès de chaînes cryptées et éventuellement payantes. Au milieu des années 1990, l'apparition de la technologie numérique permet au téléviseur d'améliorer considérablement l'image et le son délivrés.
En 1984, le fabricant français Thomson présente le premier écran LCD couleur mais il faut attendre une quinzaine d'années pour que des téléviseurs se dotent de cette technologie.
Certaines fonctionnalités censées notamment améliorer l'image et le son ou ajouter des services peuvent être intégrées à certains téléviseurs, comme le relief 3D, la stéréophonie, les effets spéciaux de traitement vidéo et sonore, le télétexte ou encore les applications et la navigation Internet, permettant de délivrer des services complémentaires, comme la Vidéo à la demande ou la télévision de rattrapage.

## Historique

### Précurseurs
La précision concernant les Techniques de télévision fait l'objet d'un article séparé.
L'invention de la télévision ne peut être attribuée à un seul homme ; un lent travail d'amélioration individuelle ou collective intervient entre chercheurs professionnels et amateurs de différents pays, dont les premiers concepts remontent aux années 1870-1880. Les découvertes successives en électricité et électronique permettent de développer les projets théoriques des premiers inventeurs.

### Télévision mécanique
Le 30 octobre 1925, John Logie Baird, inventeur écossais, réalise la première expérience de transmission d'images animées : l’image vidéo d’une silhouette mobile lors d'une démonstration publique au magasin Selfridge's à Londres. Il présente en privé, la première image de télévision animée en direct avec échelle de gris et non plus une simple silhouette puis lors d'une démonstration publique, à son laboratoire de Londres en janvier 1926. Les images n’affichent que 30 lignes de balayage et à la cadence d'environ 12 images par seconde, toutefois suffisantes pour reconnaître un visage.
En 1927, Baird transmet un signal sur 438 miles entre Londres et Glasgow. En 1928, la société de Baird diffuse le premier signal de télévision transatlantique de Londres à New-York, puis vers un navire. Il démontre ultérieurement la première télédiffusion en couleur, puis par liaison infrarouge et même en relief stéréoscopique, en utilisant des optiques et filtres additionnels. En parallèle, il développe un système d’enregistrement sur vidéodisque appelé « phonovision » en 1927. Le système de Baird atteint une résolution de 240 lignes en 1936 pour la BBC, avant d’être définitivement supplanté par la télévision électronique à 405 lignes conçue par la société EMI Marconi.
Abandonné dans les années 1940, le principe de l'écran de rétroprojection « Scophony » inventé au tout début des années 1930 combine un dispositif exploitant un fluide, des optiques mobiles et des miroirs rotatifs motorisés et synchronisés.
Dès l'apparition des premiers téléviseurs cathodiques noir et blanc, le principe de la rétroprojection vidéo est employé, avec l'utilisation d'un meuble renfermant l'électronique, comprenant un panneau avec miroir, pouvant être rabattu lorsque la télévision n'est pas utilisée.
L'avantage principal du rétroprojecteur concerne la possibilité d'offrir une dimension d'image supérieure à celle affichée par un écran cathodique dont la taille est alors bien plus réduite en raison de limites techniques et de contraintes industrielles.
Le principe de la rétroprojection vidéo est développé dès les années 1930, notamment en Angleterre par l'ingénieur John Logie Baird. L'utilisation du miroir est reprise dans certains téléviseurs dotés d'un écran fixe translucide en verre dépoli, sur lequel l'image de l'écran est projectée.

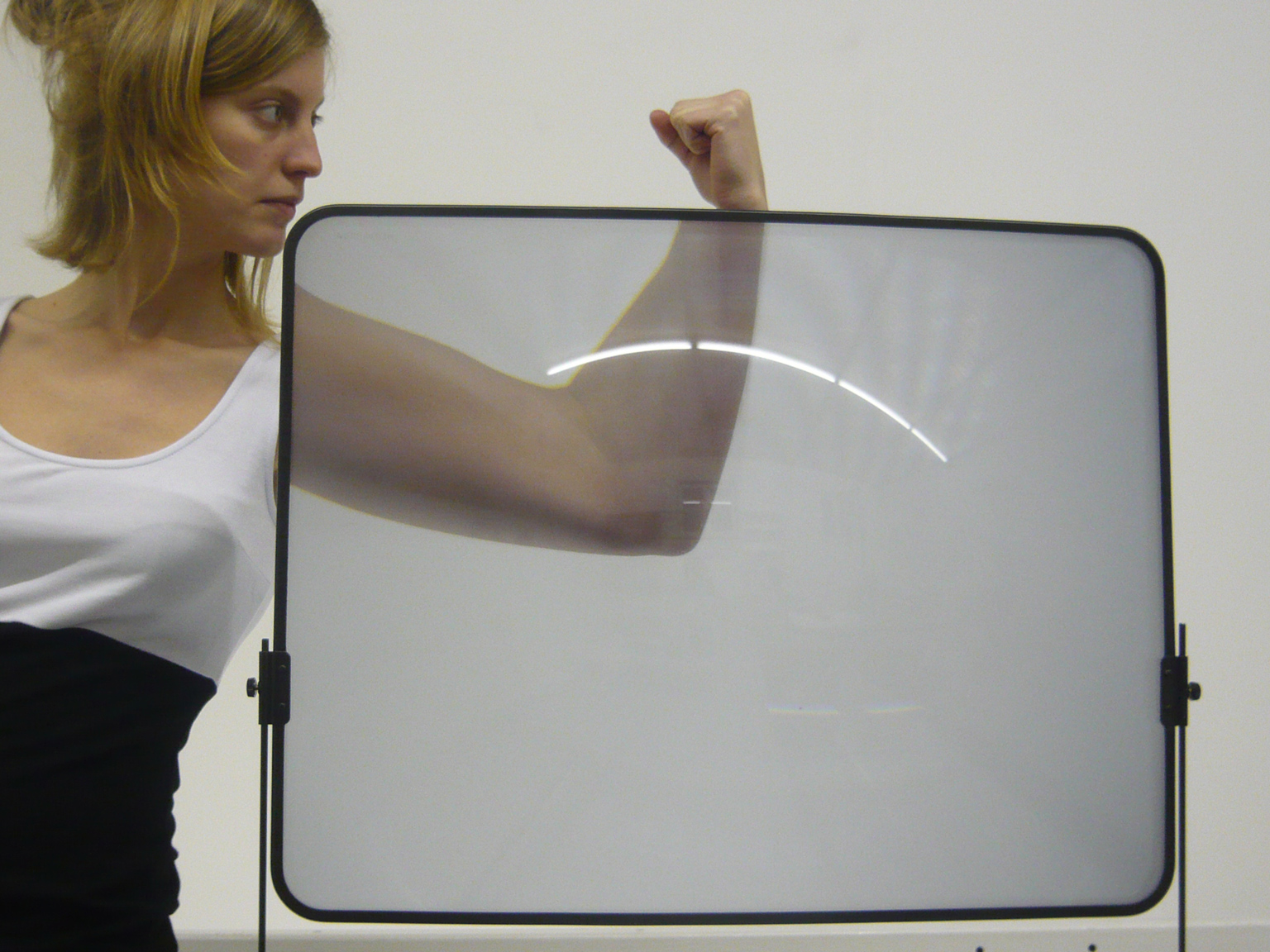
Une optique de type lentille de Fresnel placée à l'arrière de l'écran dépoli de certains appareils permet d'augmenter la taille de l'image de télévision affichée.

### Télévision électronique
En septembre 1927, Philo Farnsworth produit la première image avec son tube caméra (une simple ligne droite), dans son laboratoire du « 202 Green Street à San Francisco ». En 1928, Farnsworth possède un système assez développé pour présenter à la presse une image de film animé. En 1929, le système est amélioré, sans aucune pièce mobile. La même année, Farnsworth transmet la première image humaine sur un écran de 3 × 3,5 pouces (son épouse Pem, les yeux clos en raison sans doute de la lumière intense).
En 1931, Vladimir Zworykin expérimente également le tube cathodique pour créer des images: Avec l’équipe de RCA il crée la première caméra utilisable, appelée Iconoscope. La Société britannique EMI qui procède depuis 1929 à des essais de télédiffusion perçoivent la supériorité du procédé sur celui de Baird et améliorent le système proposé par Zworykin dans l'idée de le proposer à la BBC. Mais Farnsworth considère qu’il y a recouvrement avec son brevet de 1927.
En 1929, le français René Barthélemy devient chef du nouveau laboratoire de recherche sur la télévision, créé par Jean Le Duc à la demande d’Ernest Chamon, PDG de la Compagnie des Compteurs à Montrouge.
Un récepteur utilisant le disque de Nipkow à lentilles avec écran de 40 cm × 30 cm et une caméra mécanique à miroir de Weiller à 30 lignes de définition est mis au point dans les locaux du laboratoire de la Compagnie des Compteurs, que sera réalisée le 14 avril 1931 la seconde démonstration publique de télévision en France, dans l’amphithéâtre de l’École supérieure d'électricité de Malakoff devant 800 invités, faisant suite aux démonstrations réalisées au Cinéma Olympia en novembre 1930 avec le système Baird. Cette expérience de « radiovision » est la première transmise par émetteur (situé à deux kilomètres, dans les bâtiments de la Compagnie des Compteurs), d’autres ayant été réalisées précédemment mais par fil : les spectateurs y voient la diffusion du court métrage L'Espagnole à l'éventail présenté par Suzanne Bridoux, collaboratrice de René Barthélemy et première speakerine de l’histoire de la télévision française.
Pour améliorer la résolution image et éviter les défauts comme le papillotement, le principe du balayage progressif est remplacé par l'entrelacement sur les téléviseurs ou dispositifs d'affichage de télévision.

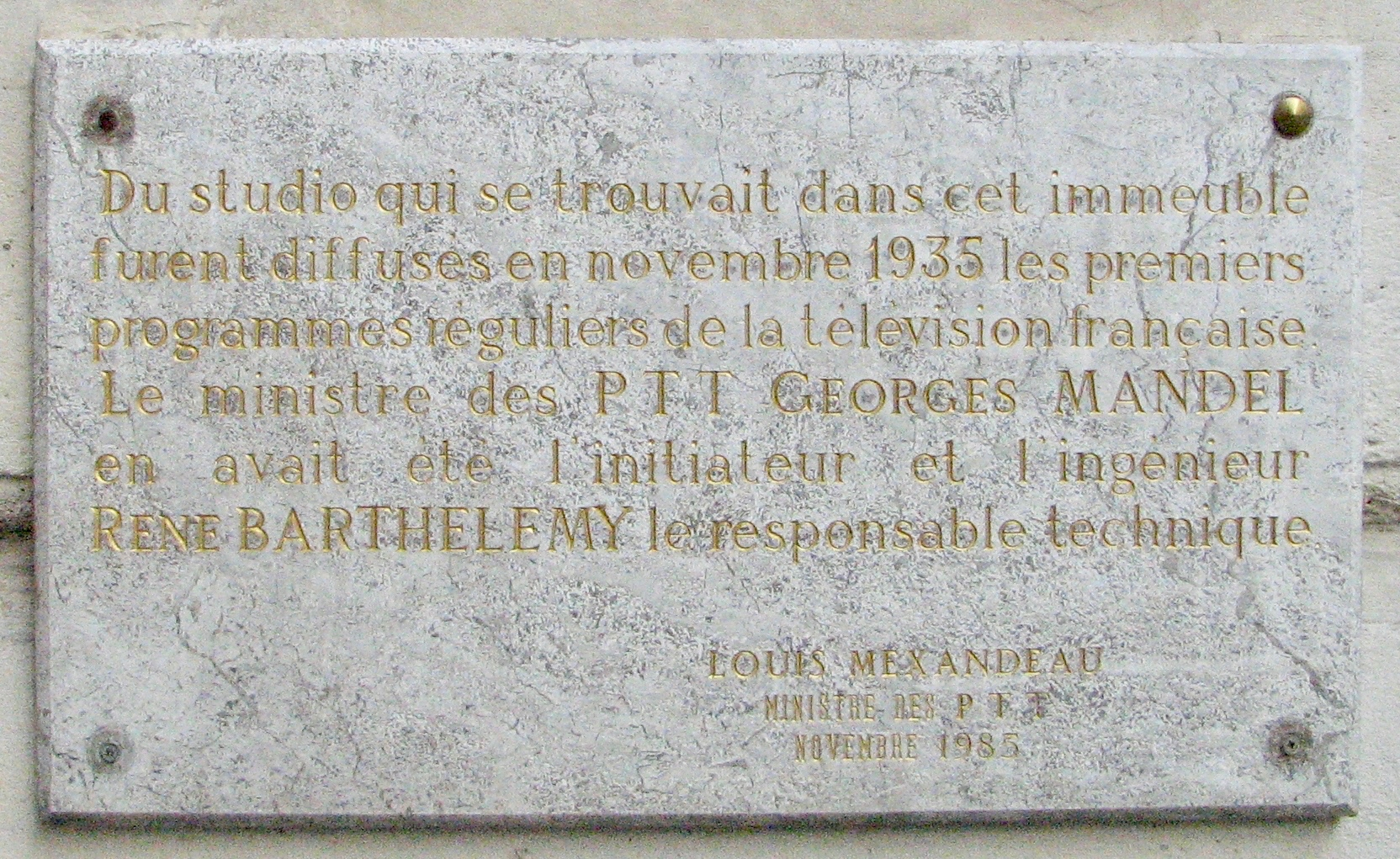
Plaque commémorative 103 rue de Grenelle (Paris), ancien siège du ministère des PTT, de là où en 1935 furent diffusés les premiers programmes réguliers de la télévision française.

Poursuivant ses travaux encouragés par les PTT, il met au point à partir de décembre 1932 un nouveau matériel en 60 lignes de définition pour réaliser un programme expérimental en noir et blanc d'une heure par semaine, « Paris Télévision ». La première émission officielle française de télévision a lieu le 26 avril 1935, sous l’égide de Georges Mandel, ministre des PTT, depuis le studio du 103 rue de Grenelle et consiste en une séquence de vingt minutes durant laquelle la comédienne Béatrice Bretty déclame un texte relatant sa récente tournée en Italie : Radio-PTT Vision, première chaîne de télévision française, est née.
À l’époque de la télévision électromécanique, des postes de télévision ont été vendus de 1928 à 1934 au Royaume-Uni, aux États-Unis et en Russie. Les premiers postes commercialisés par Baird en 1928 étaient des radios avec l’addition d’un dispositif d’image utilisant un néon derrière un disque de Nipkow, dont les ouvertures en spirales produisaient une image de la taille d’un timbre-poste, doublée par une lentille. Le dispositif était également vendu sans radio. Environ un millier de ces «televisors» furent vendus entre 1930 et 1933.
À partir de novembre 1935, la tour Eiffel sert d’antenne émettrice avec une puissance de 10 kW. Le 2 décembre 1935, poursuivant le perfectionnement de ses appareils, il met au point et réalise une émission en 180 lignes de définition, mais le temps de la télévision « mécanique » à disque est révolu et désormais les progrès en électronique ouvrent la voie à la télévision moderne.
Le premier téléviseur commercial à tube cathodique a été produit par Telefunken en Allemagne en 1934, puis par d’autres fabricants en Angleterre (1936) et aux États-Unis (1938). Le poste le moins cher avant la seconde guerre mondiale fut fabriqué aux États-Unis en 1938, avec un tube de 8 cm, vendu 125 dollars (équivalent à 863 dollars en 2007), un modèle à écran de 30 cm était vendu 445 dollars.
Au début de 1937, les programmes se multiplient et ont lieu tous les soirs de 20 h à 20 h 30, émettant dans un rayon de 100 kilomètres.
Au Royaume-Uni, le 2 novembre 1936 un service à 405 lignes démarre depuis les studios de Alexandra Palace, émis par un pylône spécial sur le toit. Transmis initialement en alternance avec le système électromécanique de Baird's, il s'avère très vite supérieur. Ainsi commence le premier service régulier de bonne définition. Ce pylône est toujours utilisé.
En 1937, La marque Philips commercialise deux modèles de rétroprojecteurs en France, sous la référence « Téléviseur VI » et « Téléviseur 61 ». L'année suivante, le britannique Baird lance son modèle « T-19 » pour afficher une taille d'image similaire.
La télévision prend son essor, mais le nombre de postes en France reste encore très faible (une centaine en 1935, 3 000 en 1949, un demi-million en 1956). Le récepteur « EMYVISOR » à tube cathodique de René Barthélemy est commercialisé par EMYRADIO, vers décembre 1935.

### Normes
Différents pays ont utilisé des normes de télévision différents dès le « noir et blanc » : La France adopte d’abord en 1938 son système national à 455 lignes puis, lors de la seconde guerre mondiale, adopte la norme allemande à 441 lignes avant de passer au 819 lignes ; cette norme haute définition procure la meilleure image possible pour l'époque, soit le double de la norme anglaise à 405 lignes. Cependant, elle nécessite des caméras à bande passante quadruple, dont la sensibilité est plus faible et surtout, une bande hertzienne occupée presque doublée : 12 MHz au lieu de 7 MHz. La France adopte la norme européenne 625 lignes noir et blanc développée dès 1946 par les Russes, cinq ans avant l'introduction de la couleur, essentiellement pour permettre la diffusion ultérieure d'un plus grand nombre de chaînes, grâce à l'utilisation de la bande UHF, notamment. Le pays développe sa norme couleur SECAM qui est également adoptée par d'autres pays, notamment par l'URSS et l'Afrique francophone.
Pour la couleur, toute l’Europe exploite la norme 625 lignes, à la fin des années 1960, en adoptant le standard couleur SECAM ou PAL, selon la décision politique des pays initiateurs des deux normes, alors que l’Amérique du Nord exploite la norme 525 lignes 60 Hz depuis 1941 et au standard couleur NTSC depuis 1953, dans sa version définitive.
La chaîne nationale française TF1 exploite le réseau d'émetteurs 819 lignes jusqu'au 19 juillet 1983, date de l'arrêt du dernier émetteur, Paris Tour Eiffel, pour préparer le lancement de Canal+ l'année suivante, sur le même réseau VHF ou quatrième réseau, conforme à la norme 625 lignes.

### Télévision en couleur
Guillermo Gonzalez Camarena, ingénieur mexicain et inventeur d'un des systèmes de télévision en couleur "système trichromatique séquentiel" en août 1940. Dans les années 1960, il crée une formule plus simple pour traiter les signaux couleur. Ce système est appelé système de bicouleur simplifié. Gonzalez Camarena lance la télévision en couleur au Mexique, quelques années plus tôt que les États-Unis avec le NTSC.
1er octobre 1967, la deuxième chaîne nationale française diffuse en couleur; la France a choisi en juin 1967, le standard SÉCAM IIIB inventé par Henri de France.
La France adopte la norme européenne CCIR à 625 lignes, essentiellement pour permettre la diffusion ultérieure d'un plus grand nombre de chaînes grâce à l'utilisation de la bande de fréquences UHF. Le pays développe son propre standard couleur SECAM qui est également adopté par l'URSS et l'Afrique francophone.
L’Europe adopte la norme 625 lignes 50 Hz à la fin des années 1960, en exploitant le standard couleur SECAM ou PAL selon la décision politique des pays initiateurs des deux standards, alors que l’Amérique du Nord adopte la norme 525 lignes en 1941 et le codage couleur NTSC à 525 lignes 60 Hz en 1953.

### Télévision numérique
La technologie numérique commerciale apparait en 1995, dans un premier temps par satellite puis est reprise par les réseaux câblés. Le plus souvent, la réception des signaux par satellite ou par câble n'est pas intégrée dans les téléviseurs les plus courants; seulement en option ou dans les modèles haut de gamme. Des centaines de chaînes numérique francophones ou internationales, payantes ou  sans abonnement (en clair) sont télédiffusées par satellite. Au début de la décennie 2000, la technologie est adaptée pour la télédiffusion terrestre dite hertzienne et se déploie plus ou moins rapidement en fonction des pays, sous contrôle des pouvoirs publics et de chaque règlementation nationale.
À la suite de l'apparition de la télévision numérique terrestre (TNT) le 31 mars 2005 en France métropolitaine et le 30 novembre 2010 en France d'outre-mer, tous les téléviseurs vendus en France depuis le 5 mars 2008 doivent être munis d'un décodeur TNT intégré. Pour les téléviseur datant d'après 1980 et ne disposant pas d'un décodeur numérique intégré, un boîtier externe peut être connecté sur l'entrée vidéo ou la prise Péritélévision.
Au 1er septembre 2022, en France métropolitaine, on dénombre 30 chaînes nationales sur la TNT : 7 chaînes nationales publiques gratuites, 18 chaînes nationales privées gratuites et 5 chaînes nationales payantes ainsi que, selon le territoire, quelques chaînes locales et régionales complémentaires. L’ensemble de ces chaînes, à l’exception notable de LCI, de Paris Première et des chaînes locales, sont diffusées sur la TNT en haute définition.

### Télévision numérique par satellite (TNS)
Pour notamment desservir les zones non couvertes et les foyers non abonnés à une offre satellite payante, la télévision numérique par satellite (TNS) fait son apparition en août 2007 dans l'est de la France et en septembre pour le reste du pays. Ces services peuvent être offert partiellement ou totalement, par différents opérateurs et notamment TNTSAT ou Fransat, depuis différents satellites dont Astra, Hotbird et Eutelsat 5 West B, selon des politiques commerciales de diffusion variables. Il nécessite un décodeur TNS numérique et une carte de déchiffrage.

### Télévision à haute définition
Le système de diffusion de la télévision numérique était le MPEG-2 pour les émissions en définition standard (SD). La télévision à haute définition est un format numérique avec une résolution supérieure (MPEG-4) à la simple définition, proposant une image de ratio 16⁄9.
La TVHD existe depuis les années 1980 au Japon mais était très peu diffusée à cause de coûts importants des périphériques de saisie (caméras HD) et de la chaîne de traitement des informations. En suivant, les États-Unis, la Corée et l'Australie ont implanté la TVHD.
Le projet européen de TVHD remonte à 1986 mais les premiers téléviseurs compatibles n'apparaissent dans la grande distribution en France qu'en 2005 qui est également l'année de naissance des premiers programmes dans ce format.
Le décodeur TNT HD est obligatoire pour les écrans de plus de 66 cm vendus en France depuis le 1er décembre 2009, et est obligatoire sur tous les modèles depuis le 1er décembre 2012.

## Technique

### Son
Pendant longtemps les téléviseurs n'étaient munis que d'un seul haut-parleur, rendant l'écoute monophonique. Cela était lié à la transmission télévisuelle, qui ne portait que des informations sonores monophoniques. La généralisation du son Nicam stéréo entraîna l'apparition de téléviseurs à son stéréophonique. Certains sont dotés de haut-parleurs supplémentaires pour la restitution du son Dolby pro-logic ou multicanal.

### Tuner
Le tuner est l’entrée du téléviseur aux signaux provenant de l’antenne. Il sert à démoduler le signal et en extraire les signaux vidéo et son. Cet équipement s'adapte au fil des évolutions des normes. En France, les tuners des premiers téléviseurs étaient accordés à la bande de fréquence VHF. La mise en service de la deuxième chaîne (25 juillet 1964) sur la bande de fréquence UHF a imposé un doublement de toute la partie réception : double antenne, double coaxiale, double prise et double tuner. La fin de l’utilisation du VHF le 19 juillet 1983 supprime l’utilité du tuner initial. La situation reste figée jusqu’à l’apparition de la TNT. Tous les téléviseurs vendus en France à partir du le 5 mars 2008 doivent être munis d'un décodeur TNT intégré. Pour les anciens postes ne disposant pas d'un décodeur intégré, un boîtier externe peut être acheté. À partir du 1er décembre 2009, les téléviseurs de plus de 66 centimètres de diagonale d'écran doivent intégrer un tuner en haute définition et en définition standardÀ partir du 1er décembre 2012, tous les téléviseurs doivent intégrer un tuner en haute définition et en définition standard. Bien que toujours présent sur l’ensemble des téléviseurs, certains ne sont pas utilisés, la réception se faisant par un autre biais (internet, antenne satellite) et l’entrée se fait par une prise HDMI ou une prise Ethernet.

### Connectique

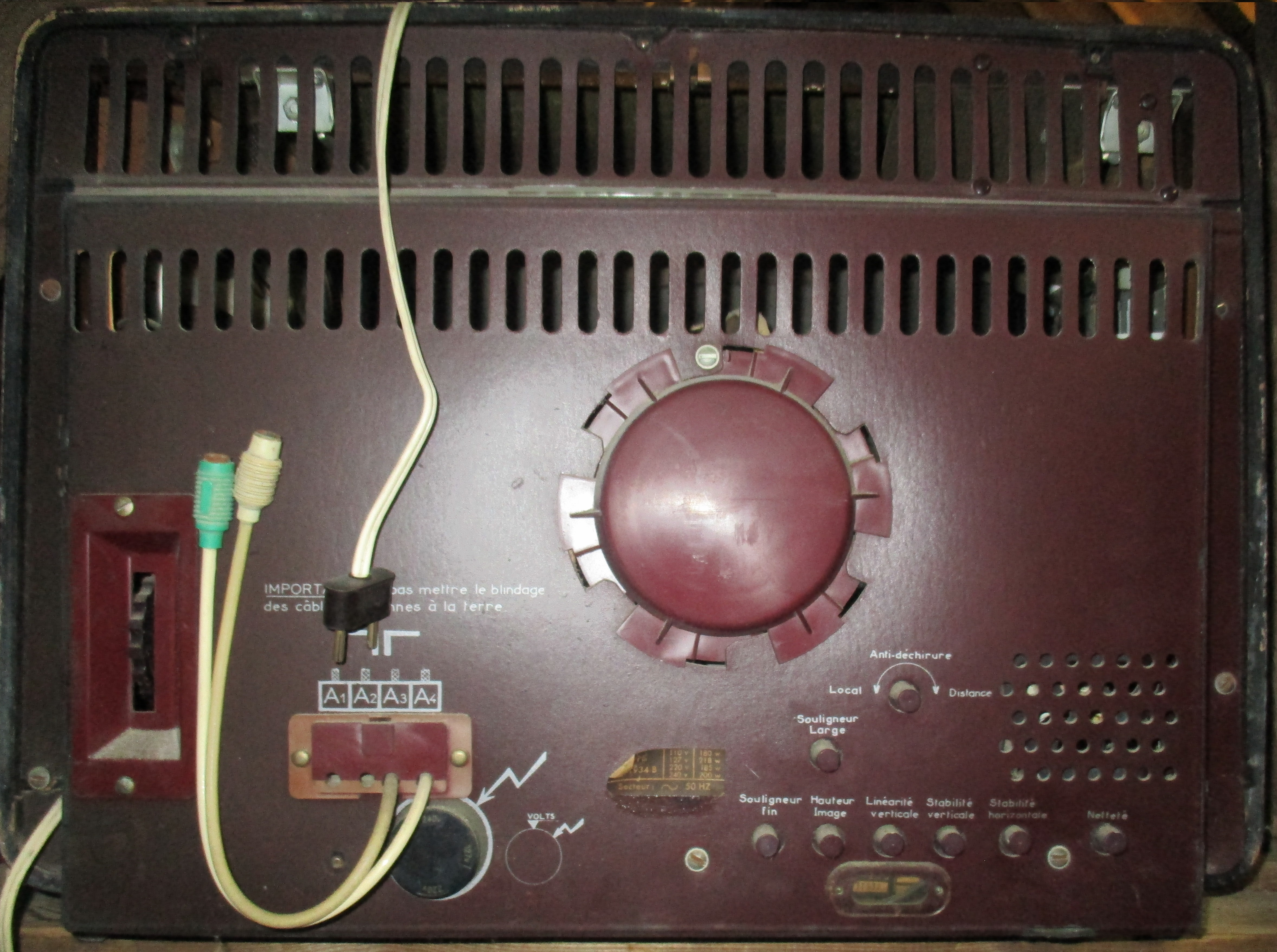
Connectique d'une ancienne télévision.

Dans les années 1950, quand la commercialisation de la télévision prend son essor, la connectique est basique : un fil pour l’alimentation électrique et un câble coaxial avec une prise d’antenne pour la seule chaîne de l’époque, au standard VHF, 819 lignes. Quand la deuxième chaîne apparaît en France à la fin de l’année 1963, il est décidé qu’elle fonctionnera avec des standards différents, dans la perspective du passage à la couleur : UHF, 625 lignes (en). Cela implique pour les utilisateurs de s’équiper d’une seconde antenne, les téléviseurs sont alors équipés de deux entrées coaxiales. Pour ajuster les téléviseurs à la tension du secteur, on peut trouver au dos de certains un bouchon à broche qu’il faut positionner sur la tension du réseau adaptée.
De nos jours, les téléviseurs sont souvent équipés d’un nombre important de connexions. Certaines sont indispensables, telles que l’alimentation électrique, d’autres sont optionnelles. Certaines sont en nombre variable, comme les prises HDMI.

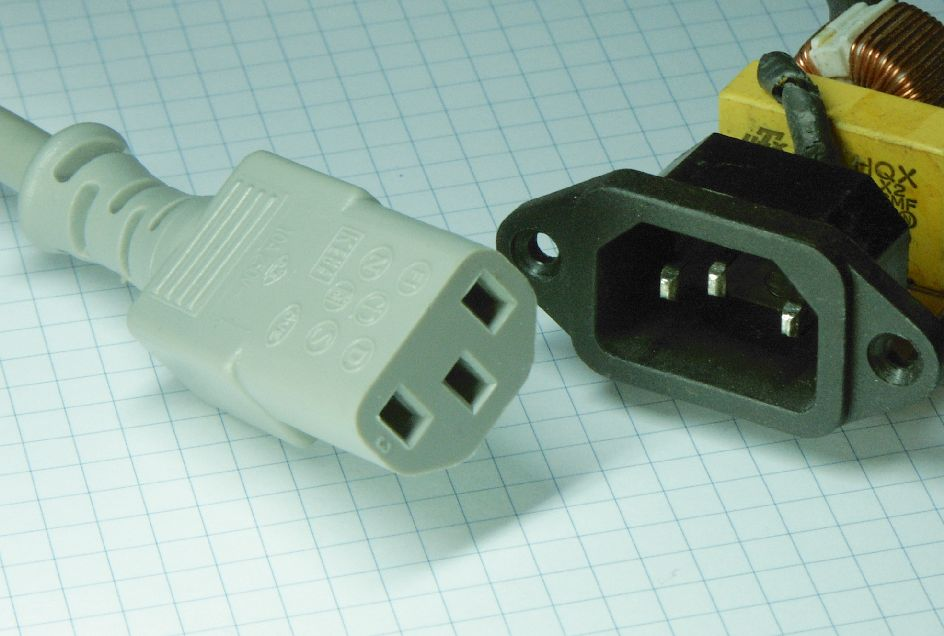
Alimentation électrique.

- L’alimentation. Chaque pays (ou presque) a ses propres standards de prises de courant. Pour éviter d’avoir autant de modèles de téléviseurs que de normes de prises, la solution adoptée le plus souvent par les fabricants consiste à avoir une prise mâle fixe encastrée sur le bâti de la télé et de fournir un câble d’alimentation en fonction du pays destinataire. Ce modèle de prise est souvent le même que pour les PC. Dans le cas contraire, il faut vérifier que la prise correspond bien au standard du pays, faute de quoi, il faut acheter un adaptateur[19],[20]. Les standards d’électricité (tension et fréquence) n'étant pas les mêmes dans chaque pays, les téléviseurs ont, la plupart du temps, une large plage de fonctionnement en tension (100-240 V) et en fréquence (50-60 Hz) les rendant compatibles pour la plupart des pays. Néanmoins, une vérification de principe est préférable.

- La prise antenne. C’est l’entrée du câble coaxial venant de l’antenne. Autrefois indispensable, elle donnait accès au tuner analogique. Depuis l’apparition de la télévision numérique terrestre, les téléviseurs sont munis d'un décodeur TNT intégré dont la prise d’antenne est l’entrée. Cette prise d’antenne côté téléviseur est généralement femelle, mais il est facile de se procurer des adaptateurs en cas de problème.

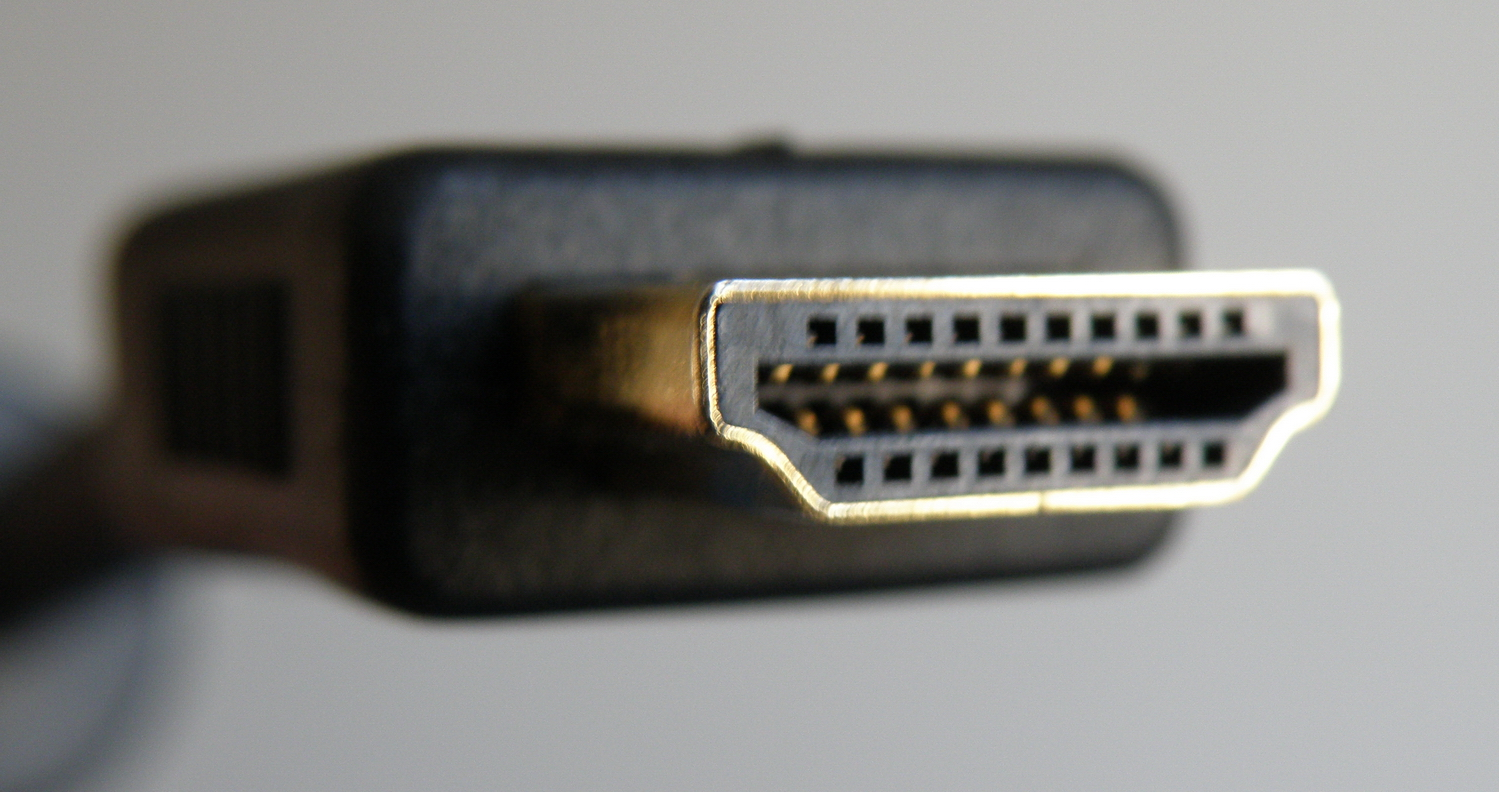
Prise HDMI.

- La (ou les) prise(s) HDMI. Ces prises permettent les liaisons numériques entre le téléviseur et d’autres équipements tel que les lecteurs DVD ou Blu-ray, un décodeur TNT ou TV pour les chaînes cryptées comme OCS ou Canal +, un ordinateur ou une console de jeux vidéo. Il est préférable de choisir un téléviseur avec plusieurs prises HDMI, trois semble correct, on peut trouver des équipements avec 4 ports, mais pas au-delà[19],[20]. Certaines prises HDMI sont aux normes HDMI ARC (Audio Return Channel) pour transmettre de l’audio entre la télévision et l’ampli ou la barre de son ou enceinte HDMI.

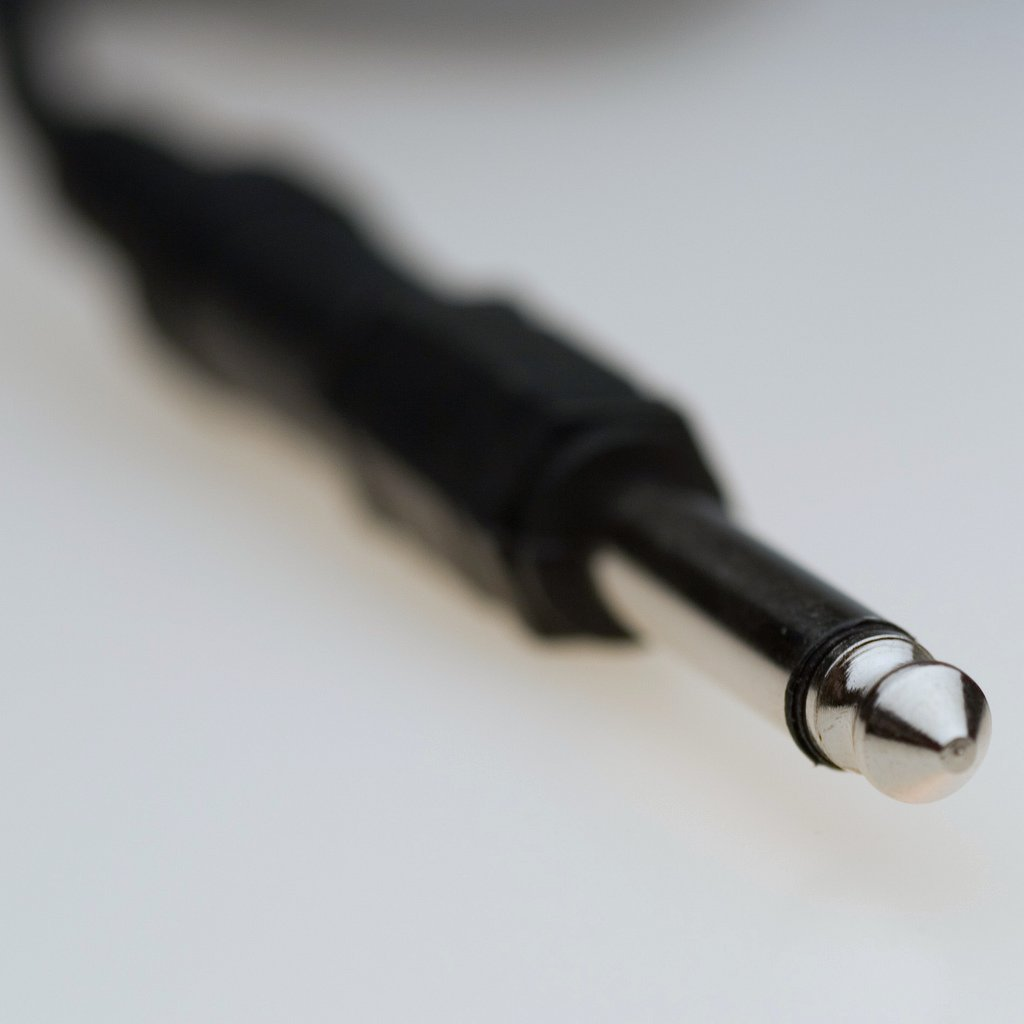
Connecteur jack.

- La prise casque. La prise Jack ou prise casque existe depuis de nombreuses années sur la plupart des téléviseurs. Elle permet de brancher un casque audio individuel pour écouter un programme sans déranger les autres personnes. Elle existe en mono ou stéréo.
- La sortie coaxiale audio numérique. Elle permet de raccorder le téléviseur à un ensemble audio comme un ampli ou un home cinema. Elle transmet des signaux au format DTS et Dolby_Digital[21].
- La sortie optique audio, dite aussi toslink. Nec plus ultra pour raccorder le téléviseur à un ensemble audio comme un ensemble home cinema. Pour la protéger de la poussière, préjudiciable lors des raccordements, elle est protégée par un bouchon.

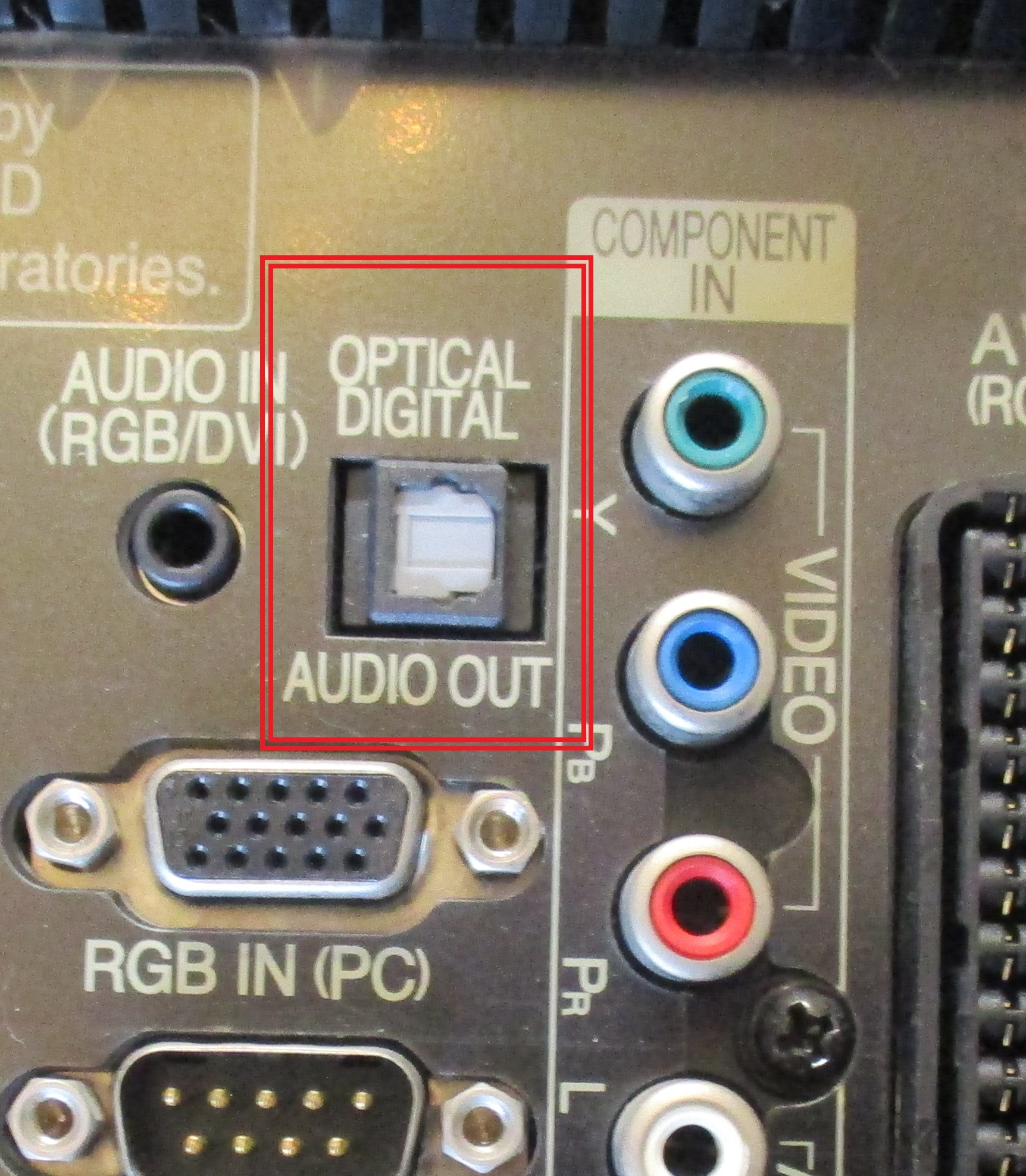
Sortie optique audio.
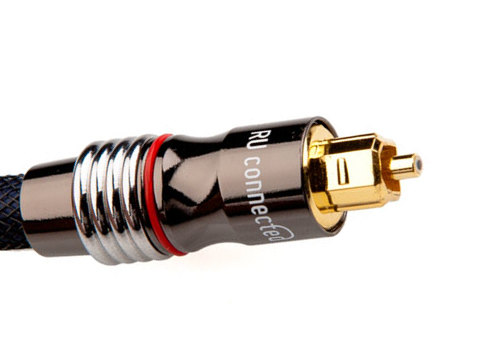
Connecteur optique TOSLINK.

- Le connecteur RCA. Le connecteur RCA ou cinch est un connecteur coaxial économique destiné au raccordement analogique d'appareils électroniques grand public, proposé par la Radio Corporation of America au milieu du XXe siècle et largement diffusé depuis dans le domaine audio/vidéo, en plusieurs variantes compatibles. En monophonie (cas exceptionnel), il est de couleur blanche, en stéréophonie, le blanc est pour la gauche, le rouge pour la droite.

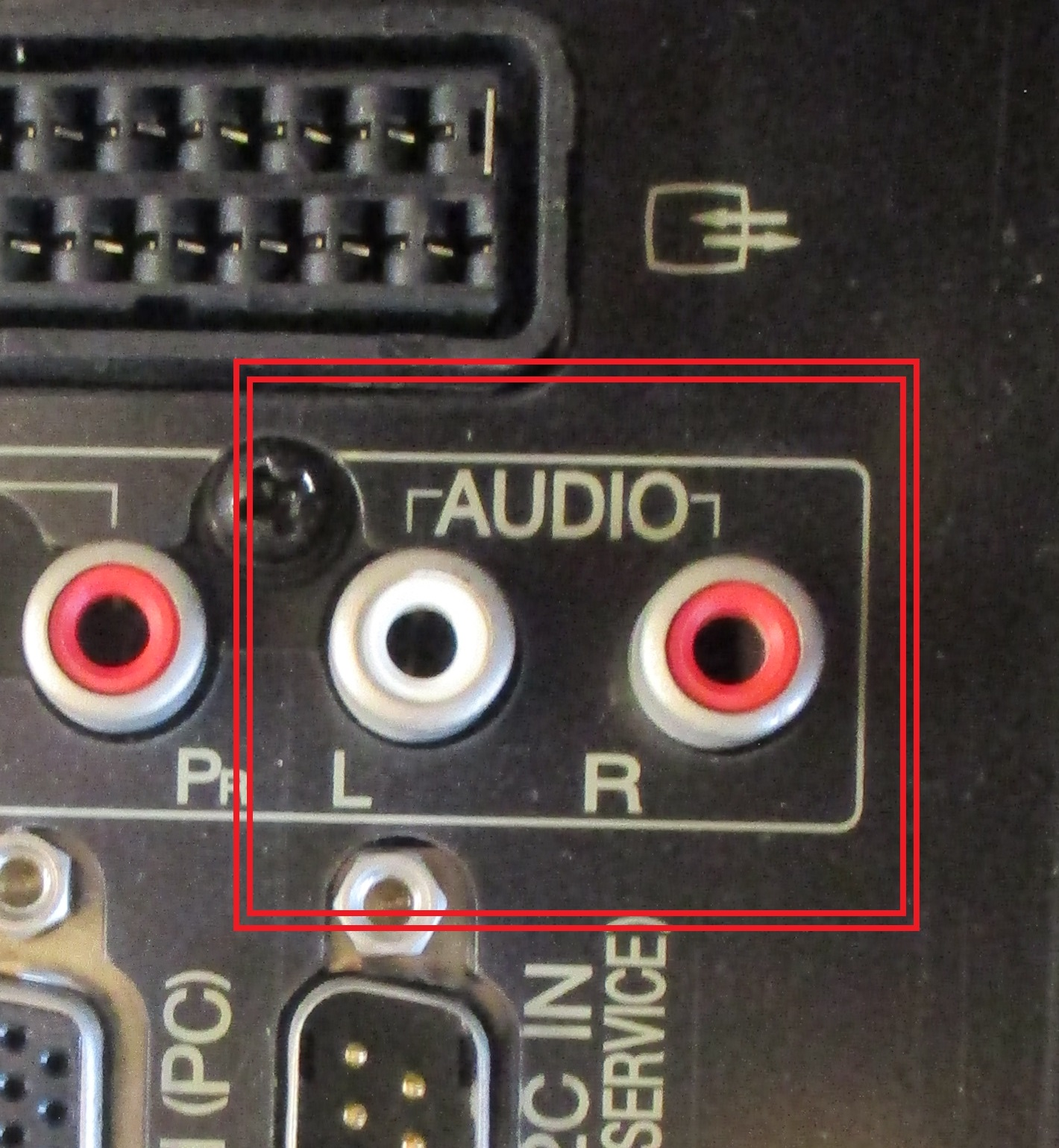
Connecteur RCA.
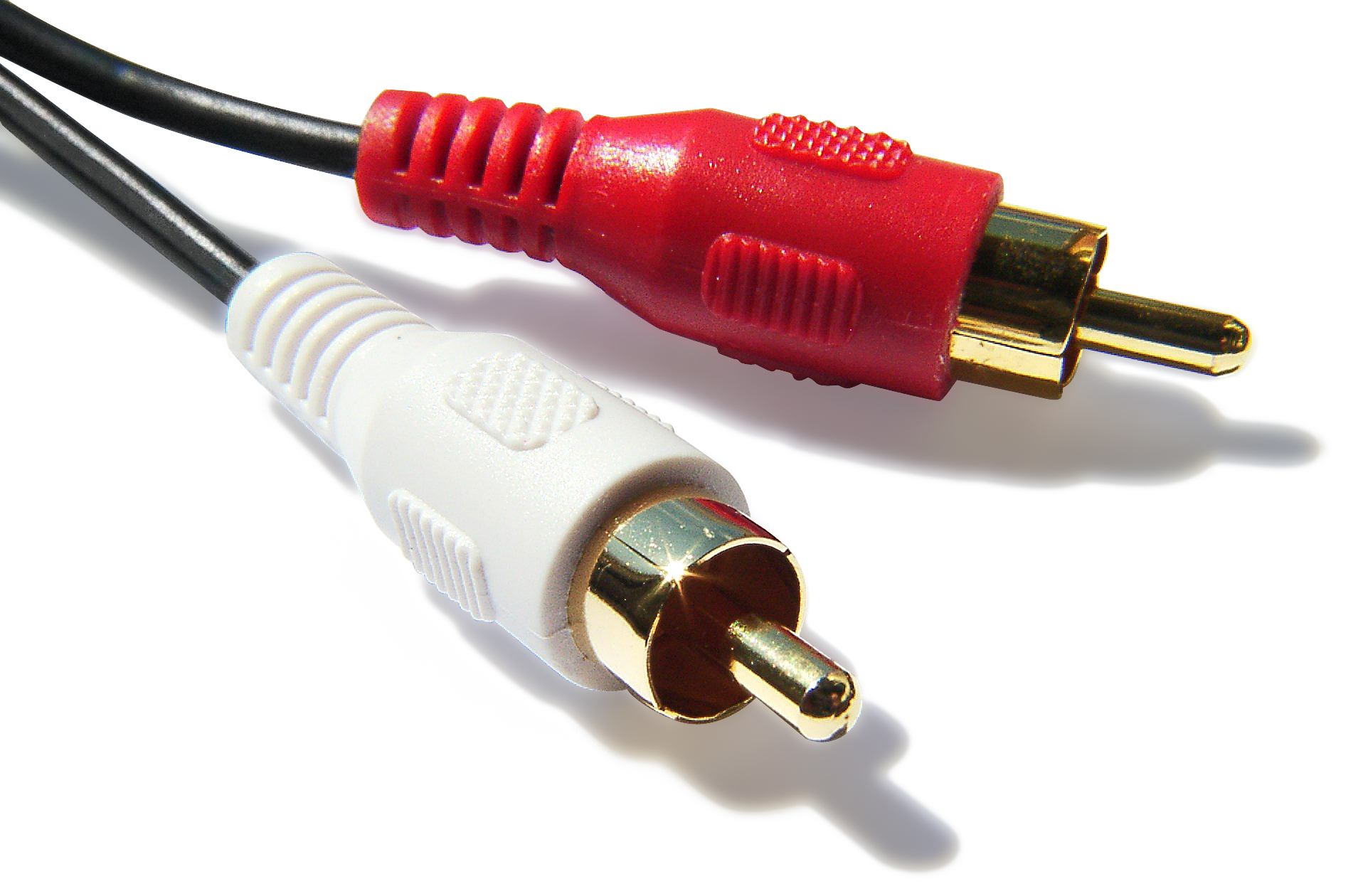
Prises RCA.

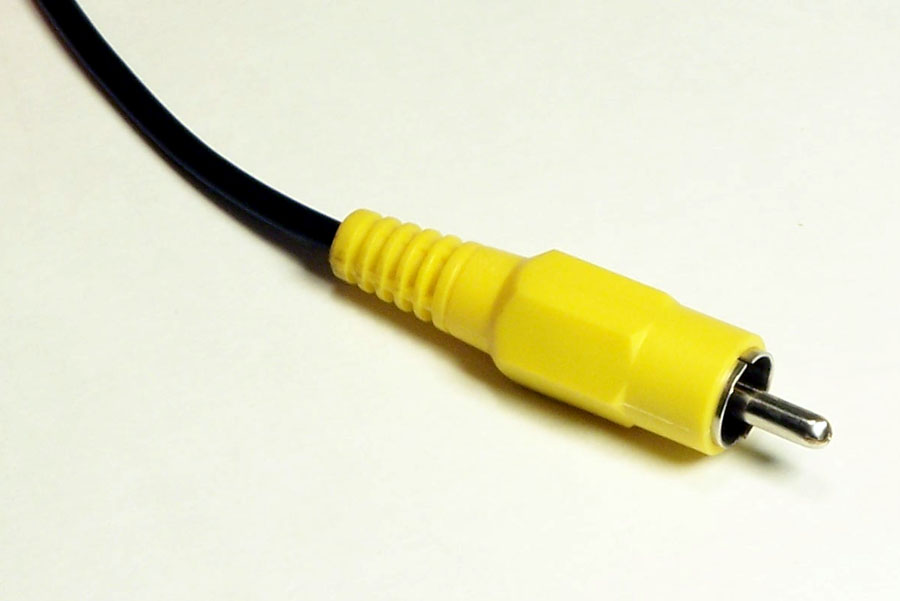
Prise composite.

- La vidéo composite. La vidéo composite parfois appelée CVBS (Composite Video Blanking Synchro), désigne le signal de base de la vidéo couleur analogique. Il trouve son origine dans le signal vidéo noir et blanc existant combiné avec les signaux de télévision couleurs :
  - compatibilité du signal couleur avec les récepteurs noir et blanc,
  - compatibilité du signal noir et blanc avec les récepteurs couleur. Le signal vidéo composite véhicule simultanément les informations liées à la chrominance (couleurs) et celles liées à la luminance de l'image (noir et blanc) pour chacun des points qui composent l'image à afficher à l'écran. Il s’agit d’un coaxial, le plus souvent avec une prise jaune.

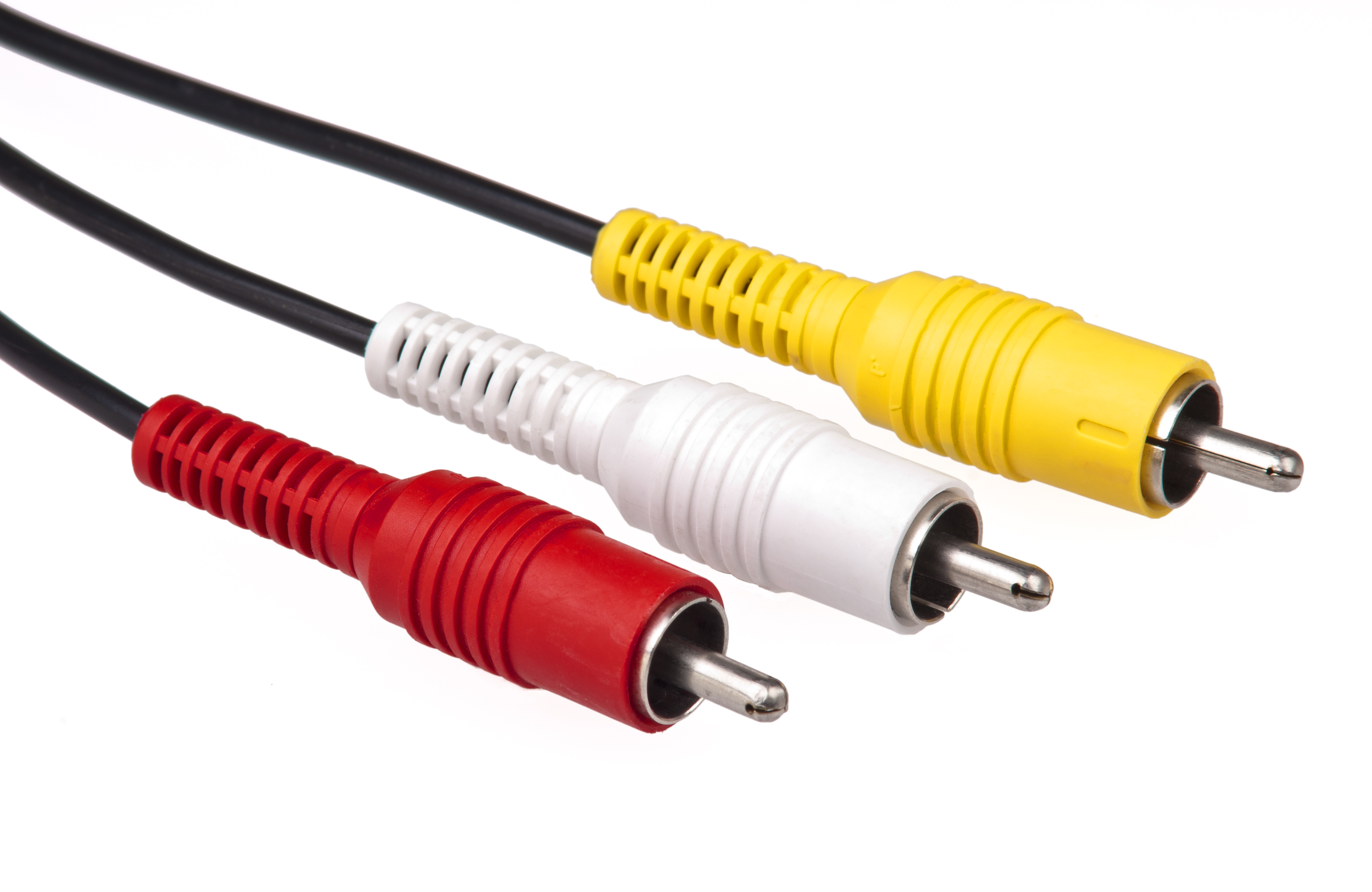
Ensemble RCA/Composite.

- Les connecteurs RCA et vidéo composite sont souvent regroupées, et les câbles coaxiaux sont souvent vendus par grappe de trois aux couleurs jaune, blanc et rouge.

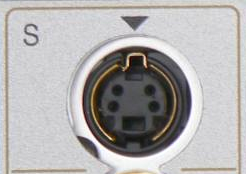
Prise S-video.

- La connexion S-Video. S-Video (ou Y/C) est un signal vidéo analogique dont la luminance et la chrominance sont véhiculées séparément. Le mode S-Video exploite ainsi deux conducteurs ou circuits séparés (câbles coaxiaux distincts). Ce mode supprime le plus souvent la dégradation du signal vidéo composite engendrée par certaines interférences ou intermodulations entre les deux informations noir et blanc et couleur (cross-luma et cross-color) dont le résultat se traduit par une image perturbée par rapport à la source[19],[22]
- Le connecteur YPbPr. Un connecteur YPbPr , appelé aussi Y’UV est un connecteur analogique capable d'afficher la haute définition. 
Il achemine uniquement les signaux vidéo mais pas le son. Pour avoir le son, il faut ajouter un câble audio RCA ou, mieux, numérique coaxial ou optique si le téléviseur est équipé d'une telle entrée. C'est une alternative au connecteur HDMI qui lui est un connecteur numérique, donc, du moins en théorie, meilleur que le YPbPr et de plus achemine l'image et le son[19],[20],[22].

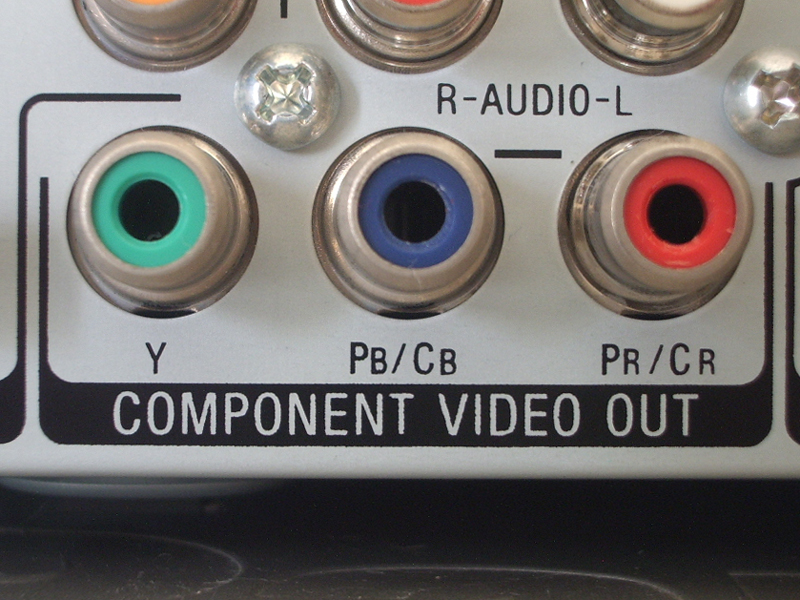
Prise video Y’UV.
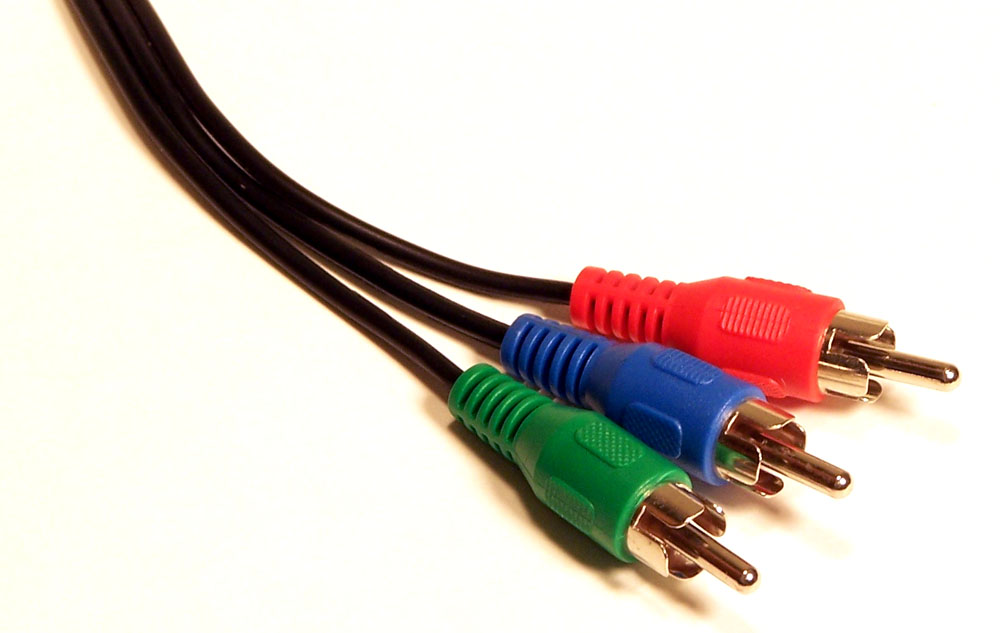
Connecteur video Y’UV.

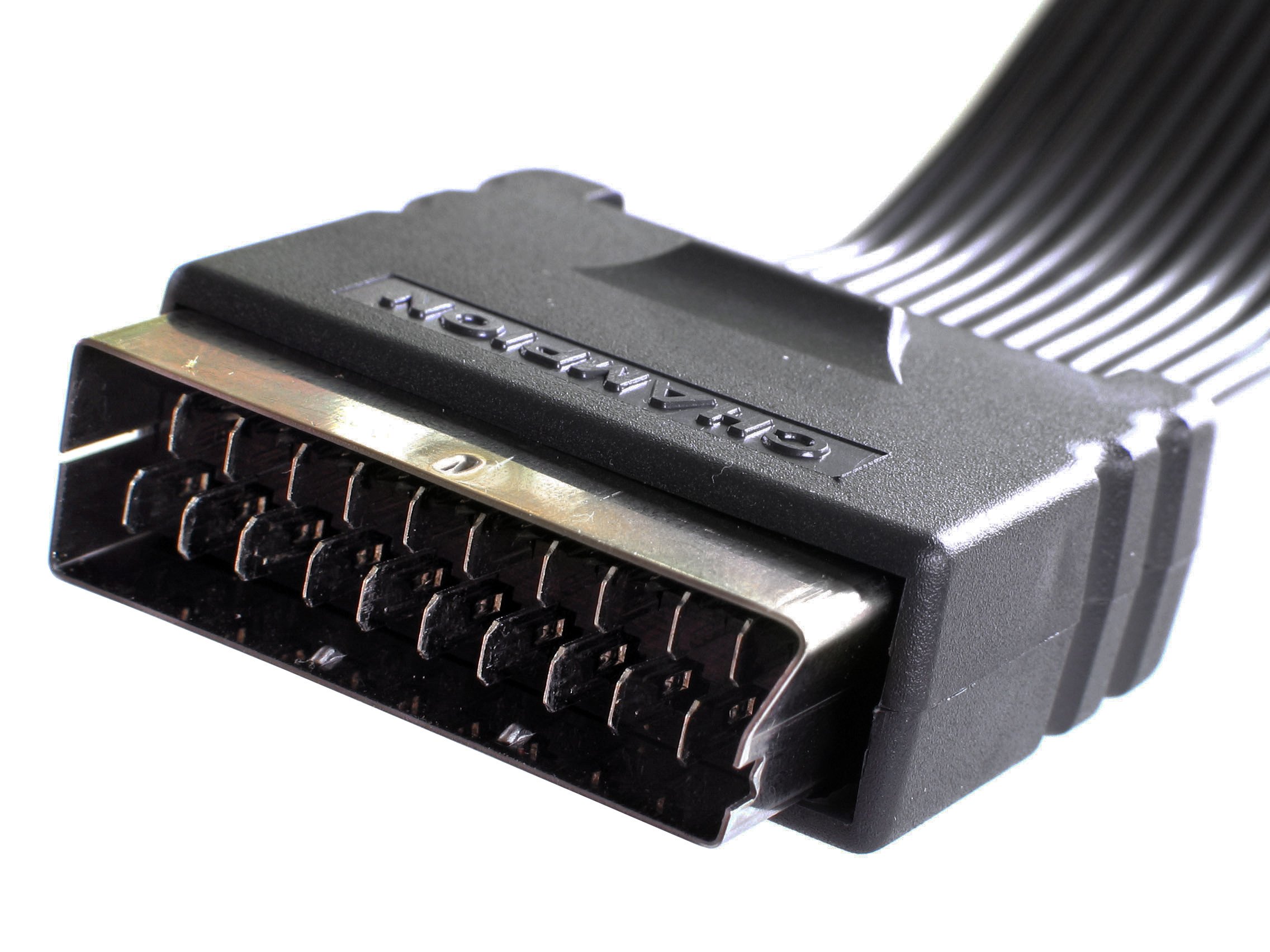
Un connecteur Péritélévision.

- Le connecteur Péritélévision est un dispositif de liaison et un connecteur audio et vidéo grand public principalement utilisé en Europe. Il permet une connexion simplifiée des appareils qui exploitent des signaux audio et vidéo analogiques au moyen d'un connecteur à 21 broches. À la suite du passage au tout numérique, elle est remplacée par la connectique HDMI. En France, obligatoire sur les postes de télévision depuis 1980, la péritélévision ne l'est plus depuis juillet 2015[23]. Il pouvait y avoir plusieurs prises Péritélévision sur un téléviseur.
- Le connecteur USB. La prise USB sert à connecter des périphériques informatiques tel qu’une Clé USB ou un disque dur externe. Le bus USB permet de connecter des périphériques « à chaud » (quand la télé est en marche) et en bénéficiant du plug and play qui reconnaît automatiquement le périphérique. Il est conseiller de choisir un téléviseur avec au moins deux ports USB[19],[20],[22].
- La prise réseau. Certains téléviseurs sont des terminaux multimédia permettant de se connecter à Internet ou dotés de possibilités d'utilisation conjointe avec un ordinateur personnel. Ceux-ci sont reliés soit par un câble Ethernet RJ45, soit par une liaison Wi-Fi. Ils sont équipés du standard DLNA (Digital_Living_Network_Alliance)[20].
- Le connecteur VGA. Un connecteur VGA (de l'anglais video graphics array) est un connecteur de type D-sub, plus précisément DE-15. Il est utilisé pour connecter une carte graphique à un écran d'ordinateur ou une télévision en analogique.

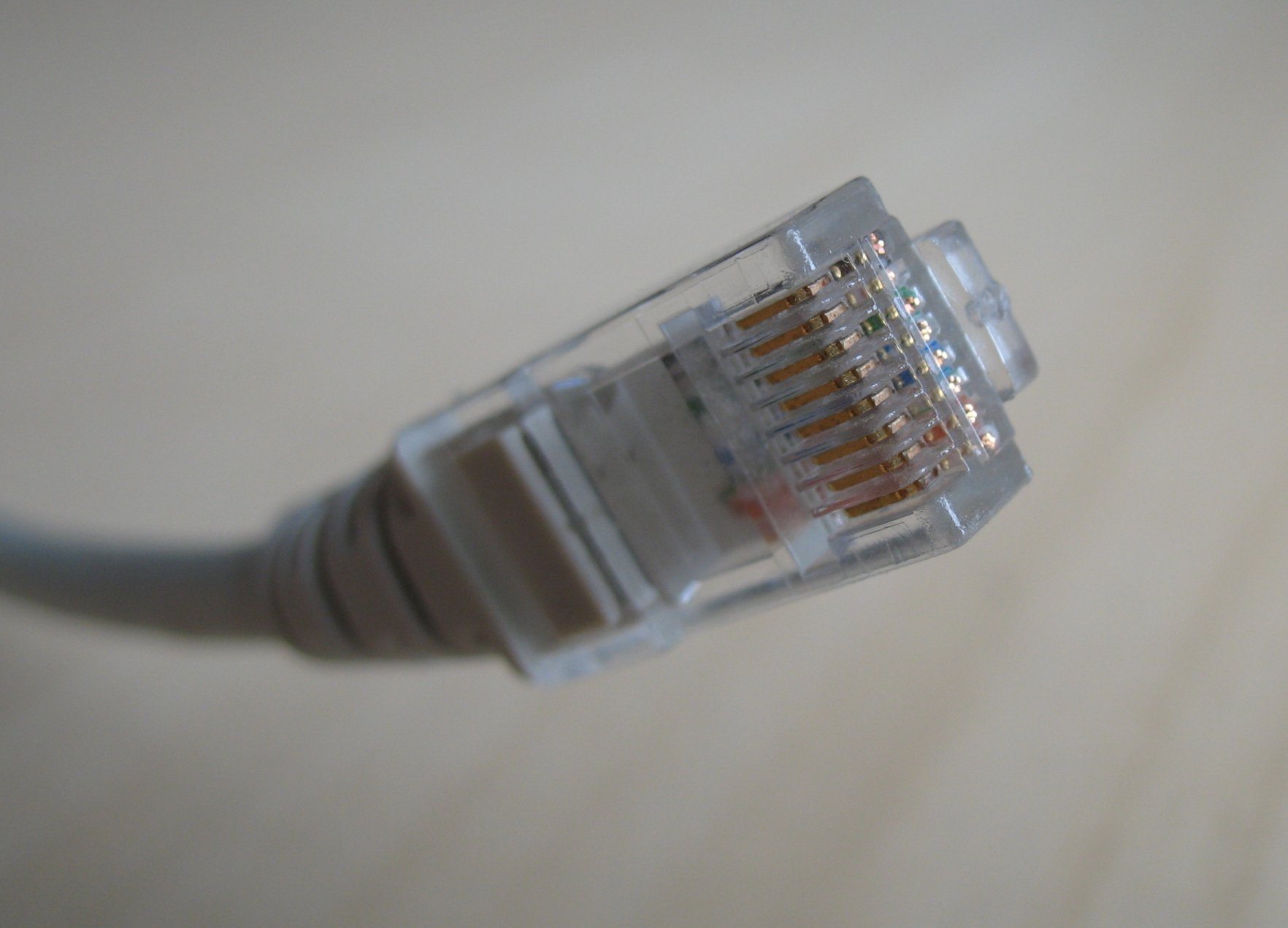
Connecteur RJ45 vu du bas.
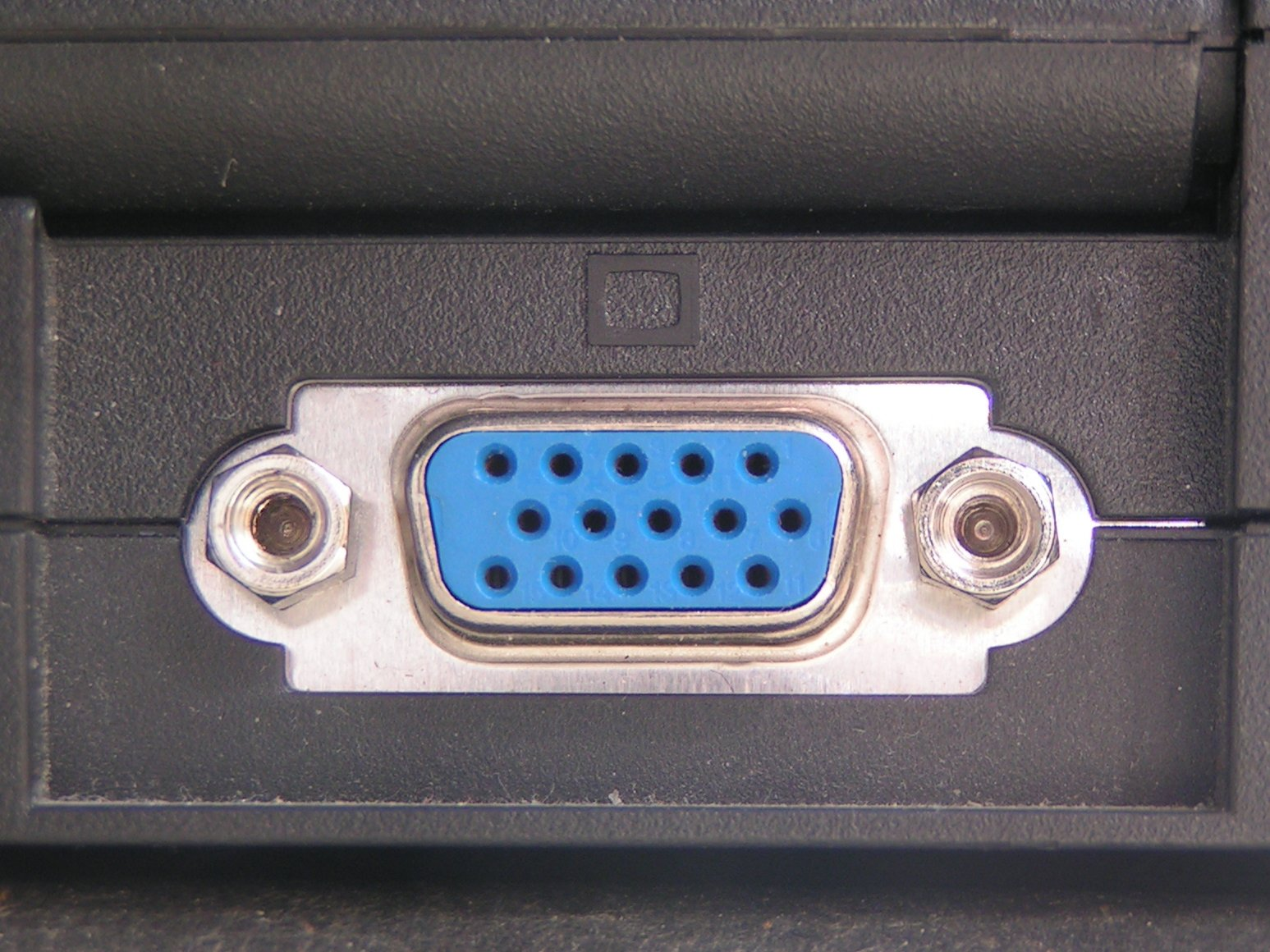
Un connecteur VGA.

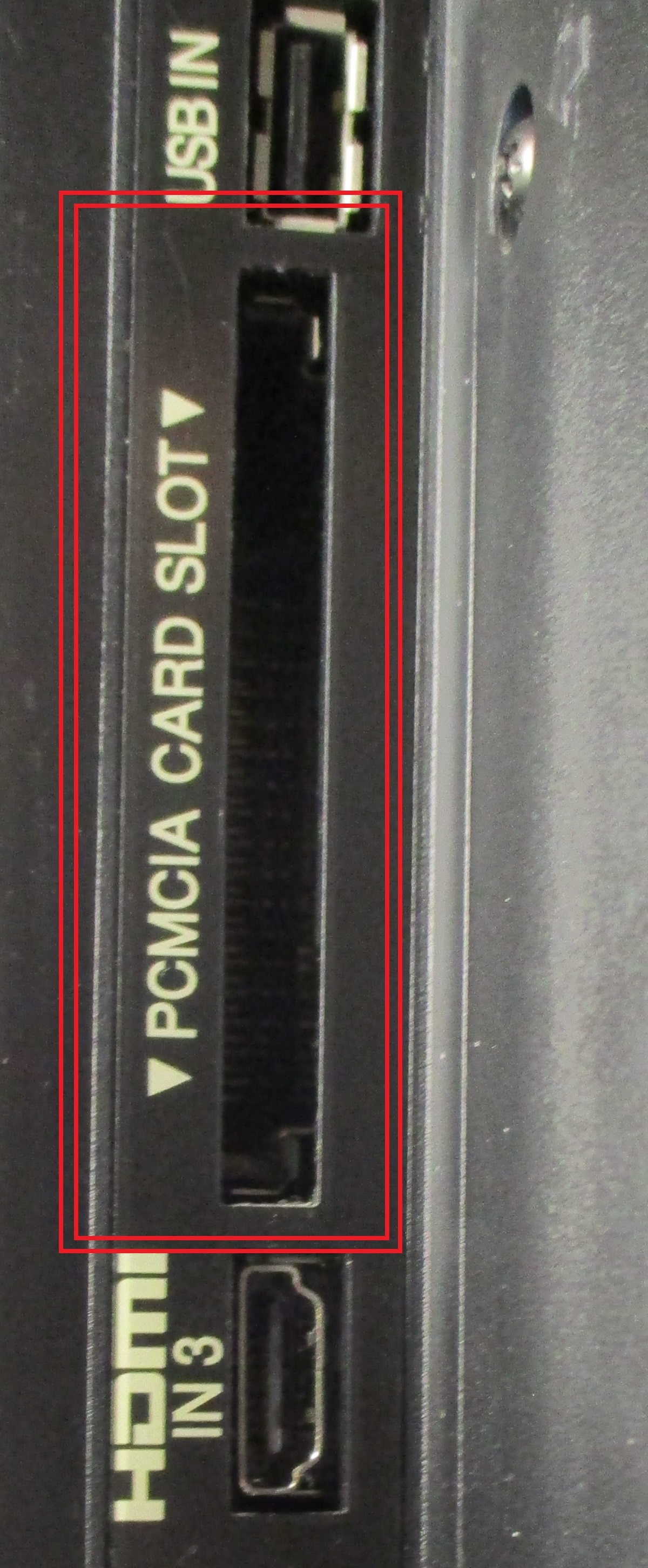
Connecteur PCMCIA.

- Le connecteur PCMCIA. Un connecteur PCMCIA (de l'anglais  personal computer memory card international association ) est un emplacement permettant de recevoir une carte décodeur TV au standard CI+, pour les chaines cryptées (aussi bien les chaines payantes que pour le bouquet gratuit-crypté Fransat de la Télévision Numérique par Satellite). Par rapport au tuner ou décodeur extérieur, cette solution a deux avantages : il n’y a pas d’appareil supplémentaire extérieur (et pas de câbles) et le contrôle des chaines est simplifié. La télécommande du téléviseur est utilisée au lieu d’être obligé d’utiliser une télécommande supplémentaire[24]. Ces cartes ont les mêmes dimensions que les cartes de crédit 85,60 × 53,98 mm. Bien que seulement la moitié de la carte entre dans le connecteur, ceci représente une trop grande longueur pour être implanté au dos du téléviseur. De ce fait, ces connecteurs sont installés verticalement sur le côté de l’équipement.

### Format d'écran

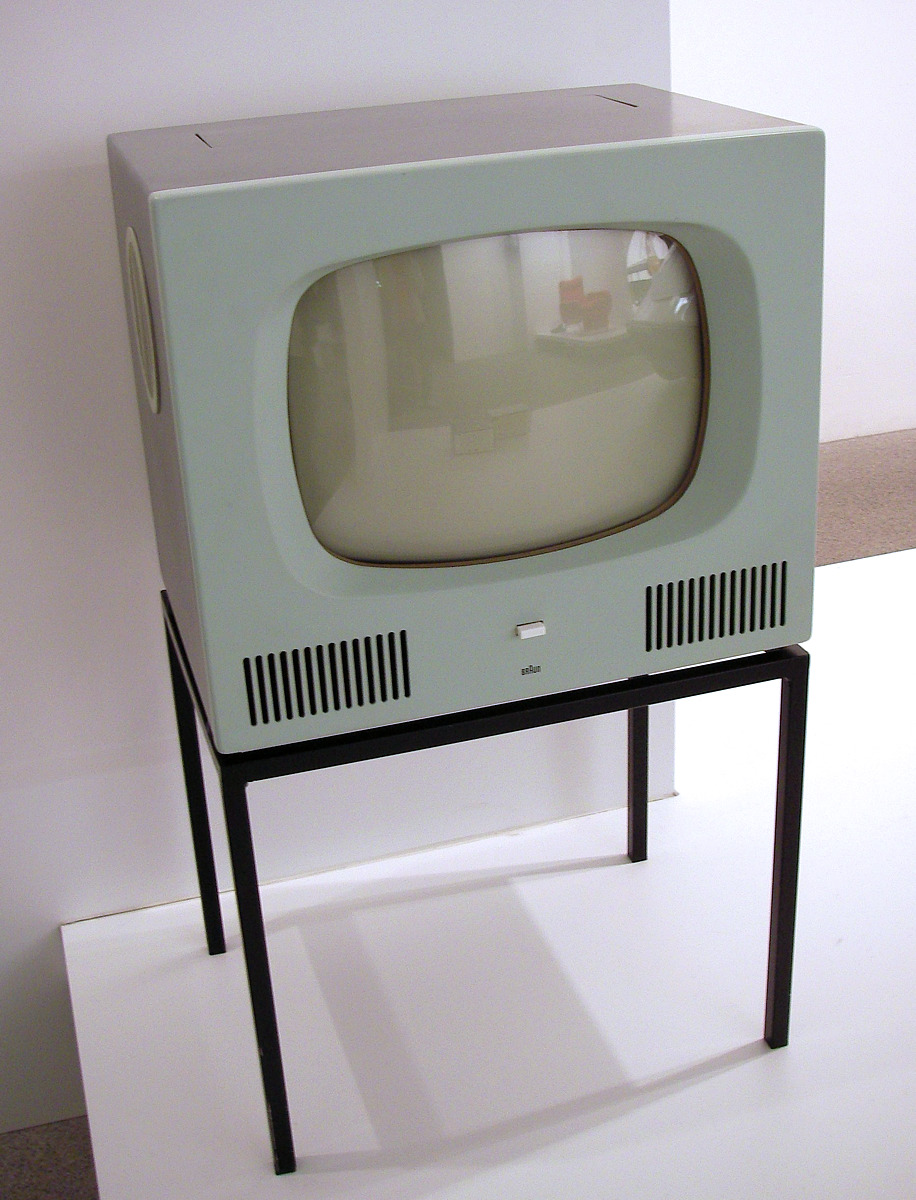
Téléviseur allemand de 1958 (Braun HF 1).

Les premiers téléviseurs ont été créés avec un écran d'un format similaire à celui des écrans de cinéma de l'époque, soit un rectangle d'un rapport de 4 / 3 (1 / 1,33). Par la suite, afin de se différencier de ce média concurrent, les dimensions des écrans de cinéma furent modifiées pour adopter un rapport 1/1,85 et le CinemaScope (rapport : 1/2,35) fit son apparition. La diffusion des œuvres cinématographiques sur le « petit écran » impliquait alors un choix :
- soit le recadrage de l'image (cf. procédé pan and scan) ;
- soit l'affichage de bandes noires au-dessus et au-dessous de l'image.

Dans les années 1980, afin de mieux restituer les films diffusés à la télévision (et dont l'offre était de plus en plus importante avec l'apparition de la télévision par câble, du satellite et des chaînes à abonnement), des téléviseurs avec un écran de rapport 16 / 9 (1/1,77) sont apparus. Ces écrans, dont la dimension est plus conforme au champ de vision humain, tendent à se généraliser et les programmes diffusés tendent à adopter ce format (en particulier les fictions et le sport).

#### Comparaison de formats
La dimension des téléviseurs est généralement exprimée en pouce ou cm de la diagonale de l'écran. La diagonale n'est pas idéale pour comparer la surface d'affichage des différents formats d'écrans. Pour une même diagonale, un téléviseur au format 4 / 3 a une hauteur d'image supérieure à un écran 16 / 9. Pour une émission diffusée en 4 / 3 sur un téléviseur 16 / 9, les parties latérales de l'écran sont noires, la diagonale d'affichage de cette émission est inférieure à la diagonale de l'écran 16 / 9.
Comparaison des hauteurs d'écrans :
- pour un écran 4 / 3, hauteur en cm = D43 × 0,6 (où D43 désigne la diagonale 4 / 3 en cm)
- pour un écran 16 / 9, hauteur en cm = D169 × 0,49 (où D169 désigne la diagonale 16 / 9 en cm)
- pour avoir la même hauteur d'image entre ces écrans, il faut D169 = D43 × 0,6 / 0,49 = D43 × 1,224. Cela donne, pour un écran 4 / 3 avec une diagonale D43 de 71 cm, un écran 16 / 9 avec une diagonale de 71 cm x 1,224 = 87 cm.

| 14 pouces | 17   | 19   | 24 | 30   | 37 | 55    | 70    | 75    | 80    | 85    |
| --------- | ---- | ---- | -- | ---- | -- | ----- | ----- | ----- | ----- | ----- |
| 35,6 cm   | 43,2 | 48,3 | 61 | 76,2 | 94 | 139,7 | 177,8 | 190,5 | 203,2 | 215,9 |

|        | 14 pouces | 17   | 19   | 24   | 30   | 37   | 55   | 70   | 75   | 80   | 85    |
| ------ | --------- | ---- | ---- | ---- | ---- | ---- | ---- | ---- | ---- | ---- | ----- |
| 4 / 3  | 21,3 cm   | 25,9 | 29,0 | 36,6 | 45,7 | 56,4 | 83,8 |      |      |      |       |
| 16 / 9 |           |      | 23,7 | 29,9 | 37,4 | 46,1 | 68,5 | 87,2 | 93,4 | 99,6 | 105,8 |

|        | 14 pouces | 17  | 19    | 24    | 30    | 37    | 55    | 70     | 75    | 80    | 85    |
| ------ | --------- | --- | ----- | ----- | ----- | ----- | ----- | ------ | ----- | ----- | ----- |
| 4 / 3  | 607 cm²   | 895 | 1 118 | 1 784 | 2 787 | 4239  | 9368  |        |       |       |       |
| 16 / 9 |           |     | 995   | 1 588 | 2 481 | 3 775 | 8 340 | 13 509 | 15507 | 17643 | 19918 |

La surface de l'écran 16 / 9 de diagonale 70 pouces est 22,3 fois celle de l'écran 4 / 3 de diagonale 14 pouces.

### Technologies d'affichage
Entre les années 1930 et jusqu'au début des années 2000, la technologie principalement exploitée dans le téléviseur est le tube cathodique, noir et blanc ou couleur.
Le rétroprojecteur intègre un ou plusieurs tubes cathodiques ou un vidéoprojecteur dissimulé à l'intérieur d'un meuble ou d'un coffrage plastique ; un dispositif optique complémentaire focalise et agrandit la source lumineuse vidéo afin de la projeter sur la face intérieure d'un écran dépoli, éventuellement doté d'une optique de fresnel. Le signal vidéo projeté doit donc être inversé horizontalement pour qu'il puisse s'afficher correctement à l'écran. Certains rétroprojecteurs couleur sont dotés de trois tubes de projection vidéo sur le principe de la reproduction RVB (rouge, vert, bleu) de l'image vidéo en couleur.
Par la suite, des solutions industrielles visant notamment à obtenir une qualité d'image supérieure et une verrerie à écran plus plat sont développées, telles l'écran plasma. Toutefois, cette technologie reste coûteuse, complexe à industrialiser, l'encombrement de l'appareil et le poids de la verrerie ne peuvent pas rivaliser avec l'introduction massive des écrans plats.
Durant les années 1990 à 2010, l'écran plat LCD ou l'écran à plasma des appareils de très grande taille peut afficher une image perçue comme de qualité inférieure à celle affichée par un téléviseur à tube cathodique. Cela est dû au fait que ces écrans ont une résolution native limitée, c'est-à-dire qu'ils sont conçus pour afficher une image optimale dans leur définition d'écran la plus élevée.
Certains téléviseurs à cristaux liquides (LCD) possèdent un rétroéclairage à diodes électroluminescentes (TV dite à LED) au lieu des tubes fluorescents traditionnels. Cette technologie de rétro-éclairage entraîne souvent une diminution de l'encombrement ainsi que de la consommation et parfois un meilleur contraste.
La définition limitée lors du visionnage d'un DVD pour que l'image à 720p soit mise à l'échelle sur un très grand écran, contrairement à la Haute Définition 1080p du Blu-ray, notamment, nécessite l'opération d'agrandissement ou « upscaling ». La performance, les caractéristiques et le type de logiciels de traitement vidéo numérique des circuits électroniques réalisant cette opération, peut varier, entraînant une qualité d'affichage subjective variable.
Ce circuit peut être :
- intégré au téléviseur (mais sur les modèles d'entrée de gamme il est souvent de qualité médiocre) ;
- intégré au lecteur DVD ou Blu-ray (sur les modèles de milieu de gamme) ;
- un composant autonome à intercaler entre le lecteur DVD et l'écran (en général la meilleure solution technique mais moyennant un coût considérable).

#### Écran à plasma
Avantages :
- contraste : qualité de noir nettement plus intéressante que sur le LCD qui lui a un noir « rétroéclairé » ;
- les écrans à plasma n'ont pas de problème de temps de réponse ;
- prix moins élevé par rapport à un LCD de même taille ;
- angle de vision sans limite.

Inconvénients :
- consommation plus élevée que celle des LCD ;
- reflets sur la dalle (vitre en verre qui peut provoquer des reflets au soleil) ;
- poids plus important[27] ;
- problèmes de marquage de la dalle, en cas d'affichage d'une image fixe pendant un certain temps ;
- utilisation pour ordinateur proscrite (dû au marquage de la dalle par les images statiques) ;
- difficultés pour les fabricants à concevoir des écrans en HD.

À cause de ces inconvénients, plus aucun écran plasma n'est en vente la fin de l'année 2014.

#### Écran à cristaux liquides (LCD)
Avantages :
- leur consommation est moins élevée que celle d'un écran à plasma ;
- pas de marquage de la dalle ;
- possibilité de connecter à un PC.

Inconvénients :
- angle de vision ;
- prix en général plus élevé qu'un écran à plasma de taille équivalente (plus on monte en résolution) ;
- rémanence ;
- temps de réponse (problème atténué par les procédés surnommés : 100 Hz, 200 Hz, Panasonic 600 Hz, Sony MotionFlow).

#### Écran LED
L'écran LED équipe en 2020 la majorité des téléviseurs des constructeurs et a remplacé les dalles LCD. Un téléviseur LED est équipé d'une dalle LCD à rétroéclairage composé de diodes LED (vs par tubes fluorescents pour les LCD classiques). Comparé aux TV LCD, il permet une meilleure qualité d'image de par un rendu plus homogène et contrasté, et une meilleure luminosité. D'un point de vue esthétique, cette technologie permet des téléviseurs plus fins et plus légers. Côté consommation électrique, une TV LED est jusqu'à 40 % plus économique que les TV d'anciennes générations LCD.

#### Écran OLED
Une diode électroluminescente organique ou DELO — usuellement désignée par son acronyme anglais OLED, pour organic light-emitting diode — est une diode électroluminescente (LED) dans laquelle la couche émissive électroluminescente est un film de composé organique qui émet de la lumière en réponse à un courant électrique. Cette couche de semi-conducteur organique est située entre deux électrodes. Généralement, au moins une de ces électrodes est transparente. Les OLED sont utilisées pour créer des affichages numériques dans des appareils tels que des écrans de télévision. Elles sont également utilisées pour les écrans d’ordinateur, les systèmes portables tels que les téléphones portables, les consoles de jeux portables et les assistants personnels (PDA).
Il existe deux grandes familles d'OLED : celles basées sur de petites molécules et celles employant des polymères . L'ajout d'ions mobiles à une OLED crée une cellule électrochimique électroluminescente (en) ou LEC, qui a un mode de fonctionnement légèrement différent. Les écrans OLED peuvent utiliser des schémas d'adressage à  matrice passive ou à matrice active. Les OLED à matrice active ( AMOLED ) nécessitent une base de  transistors en couches minces pour allumer ou éteindre chaque pixel individuel, mais permettent une résolution plus élevée et des tailles d'affichage plus grandes.
Un écran OLED fonctionne sans rétroéclairage. Ainsi, il peut afficher des niveaux de noir profond et peut être plus fin et plus léger qu'un écran à cristaux liquides (LCD). Dans des conditions de faible luminosité ambiante telles qu'une pièce sombre, un écran OLED peut atteindre un rapport de contraste plus élevé qu'un écran LCD qui utilise des tubes fluorescents à cathode froide ou un rétroéclairage à LED.
- (en) Cet article est partiellement ou en totalité issu de l’article de Wikipédia en anglais intitulé « Television set#OLED » (voir la liste des auteurs).

### Options
Les téléviseurs peuvent posséder différentes options permettant de simplifier leur utilisation, dont en particulier :
- la mise en veille automatique, programmable par l'utilisateur ;
- un lecteur de clé USB, permettant de lire des vidéos directement sur tout téléviseur équipé de la prise.

### Combinés téléviseurs
Dans les années 1990, des combinés téléviseur + magnétoscope à cassette firent leur apparition, puis par la suite des combinés TV + DVD (disque optique). Les appareils combinés à cassette ne sont plus commercialisés depuis 2005.

## Étiquette énergétique

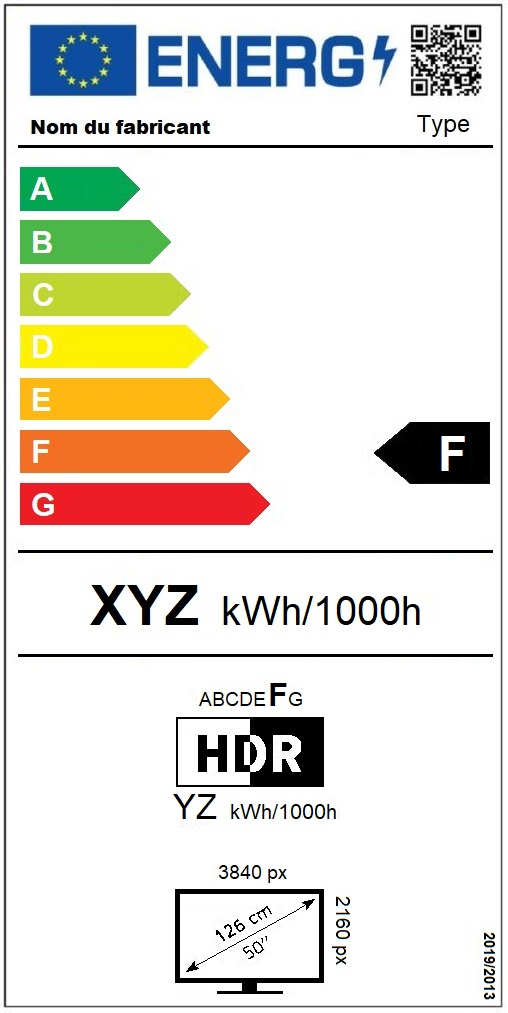
Nouvelle étiquette téléviseurs.

Depuis le 1er septembre 2021, les étiquettes-énergie des téléviseurs (et écrans) ont été actualisées et comportent les informations suivantes, :
- un code QR ;
- le nom du fabricant ;
- la référence du modèle ;
- la catégorie d’efficacité énergétique (de A à G) ;
- la consommation électrique en kilowattheures pour 1000 h en mode SDR ;
- la consommation électrique en kilowattheures pour 1000 h en mode HDR avec sa catégorie d’efficacité énergétique (de A à G), mais sans les couleurs ;
- les caractéristiques physiques de l'écran : diagonale en centimètres et en pouces, résolution verticale et horizontale en pixels ;
- dans le coin en bas à droite, le numéro de série du règlement.

Il n'y a pas d'équivalence directe entre la consommation électrique et la catégorie d’efficacité énergétique, celle-ci dépendant des dimensions de l'écran (un petit écran peu performant pourra consommer moins qu'un écran de grande taille avec un bon indice).

## Consommation en mode veille
Depuis 2013, les téléviseurs (comme un large éventail d’appareils) ne doivent pas consommer plus de 0,5 watt en mode veille ou arrêt.Ce qui donne une consommation annuelle de moins de 4,5 kWh. Au prix de 17,4 centimes le kilowattheure sur l'offre de base d'EDF en septembre 2022, cela représente moins de 79 centimes par an.

## Ventes de téléviseurs
Représentation des ventes de téléviseurs en France par année (en millions)
Sources: CNC-GFK
- Selon GfK, la proportion de foyers équipés d’au moins un écran de télévision en 2023 s’établit à 92,1 % (-0,4 point par rapport à 2022 et -5,5 points par rapport à 2014). En 2023, les ventes de téléviseurs en France diminuent de 2,3 % par rapport à 2022, à 3,8 millions d’unités. Elles atteignent ainsi leur plus bas niveau des quinze dernières années. En 2023, 57,0 % des foyers français sont équipés d’un écran ultra haute définition (UHD), contre 50,3 % en 2022[33].

- Dans le monde, un peu plus de 210 millions de téléviseurs ont été vendus en 2021[34].

## Principaux fabricants de téléviseurs
Parts du marché mondial des principaux fabricants en 2019 :
- Samsung (Corée du Sud) : 17,8 %
- TCL (Chine) : 13 %
- LG Electronics (Corée du Sud) : 11 %
- Hisense (Chine) : 7,5 %
- Skyworth (Chine) : 5,8 %
- Xiaomi (Chine) : 5,5 %
- Sony (Japon) : 4,2 %
- Changhong (Chine) : 3,9 %
- AOC/TP Vision (en) (Pays Bas) : 3,7 %
- Konka (Chine) : 2,8 %
- autres : 24,8 %.